# 大西裕 (映画監督)
大西 裕（おおにし ひろし、1975年 - ）は、日本の映画監督。鳥取県米子市出身。

## 略歴
- 時期不詳 日活芸術学院中退
- 2007年 『ゆーのーみー』（2008年公開）（成人館公開題：『おんなたち 淫画』）で監督としてデビュー。

## 映画（監督）
- 『おんなたち 淫画』（2007年公開）（改題『ゆーのーみー』）

脚本＝西田直子、加東小判
出演＝吉岡睦雄、宮崎あいか、花村玲子、川瀬陽太　他
撮影＝田宮健彦
- 『1BR らぶほてる[1]』（2013年公開）＜第5回ピンク映画シナリオ募集作品＞

脚本＝深井朝子
出演＝山岸ゆか、守屋文雄
撮影＝田宮健彦
楽曲提供＝宇波拓

### 映画（その他）
- 『トーキョードリフター[2]』（2011年公開/監督＝松江哲明、主演＝前野健太）